# シュヴァスマニア (小惑星)
シュヴァスマニア (989 Schwassmannia) は小惑星帯に位置する小惑星である。ハンブルクのベルゲドルフ天文台でアルノルト・シュヴァスマンによって発見された。
発見したシュヴァスマン自身に因んで命名された。